# Молино дела Пергола (Болоња)
Молино дела Пергола (итал. Molino della Pergola) је насеље у Италији у округу Болоња, региону Емилија-Ромања.
Према процени из 2011. у насељу је живело 48 становника. Насеље се налази на надморској висини од 459 м.